# Beth Allen
Elizabeth „Beth” Allen (ur. 28 maja 1984 w Auckland) – nowozelandzka aktorka filmowa, telewizyjna i teatralna.

## Kariera
Swoją przygodę z aktorstwem rozpoczęła wcześniej w 1993 roku, występując w małych produkcjach telewizyjnych oraz w reklamach. Jej pierwsza główna rola przypadła w serialu telewizyjnym produkcji Cloud 9 Productions – Legenda Wilhelma Tella, grając rolę księżniczki Vary. Międzynarodową publiczność przyniosła rola Amber w serialu The Tribe. Po emisji pierwszego sezonu Allen musiała odejść z serialu, aby skoncentrować się na naukach szkolnych. Później wróciła do serialu przez kolejne trzy sezony.
Allen wystąpiła również w innych serialach telewizyjnych jak Xena: Wojownicza księżniczka lub Ważne przemiany.
W 2004 roku Allen zagrała rolę Ellie w trylogii filmów Dzieciaki z wyspy skarbów. Pojawiła się również gościnnie w serialach, m.in. Power Rangers S.P.D., Do diabła z kryminałem oraz Power Rangers Operacja Overdrive.
W 2009 roku Allen dołączyła do nowozelandzkiej opery mydlanej Shortland Street w roli doktor Brooke Freeman, gdzie była aktywnym członkiem obsady w ciągu ostatnich pięciu sezonów.

## Życie prywatne
W lutym 2011 roku Allen wyszła za długoletniego narzeczonego Charlesa McDermotta.

## Filmografia
| Rok       | Tytuł                                              | Rola                  | Uwagi                                              |
| --------- | -------------------------------------------------- | --------------------- | -------------------------------------------------- |
| 1995      | Riding High                                        | Eva                   | Odcinki: „1.33”, „1.38”                            |
| 1997      | The Ugly                                           | trzynastoletnia Julie |                                                    |
| 1998      | Legenda Wilhelma Tella                             | księżniczka Vara      | serial telewizyjny                                 |
| 1999      | Xena: Wojownicza księżniczka                       | Pilee / Vanessa       | Odcinek: „Daughter of Pomira”                      |
| 1999      | A Twist in the Tale                                | Rose Martinelli       | Odcinek: „The Green Dress”                         |
| 1999-2003 | The Tribe                                          | Amber                 | główna rola (182 odcinki)                          |
| 2002      | Ważne przemiany                                    | Anna                  | Odcinek: „A Dream of Flying”                       |
| 2002      | Murder in Greenwich                                | Julia Skakel          | film telewizyjny                                   |
| 2005      | Do diabła z kryminałem                             | Chantelle             | Odcinek: „My Dearest Foe”                          |
| 2005      | Power Rangers S.P.D.                               | Ally Samuels          | Odcinki: „Zmartwychwstanie”, „Finał: Części 1 i 2” |
| 2006      | Dzieciaki z wyspy skarbów. Bitwa o wyspę skarbów   | Ellie                 |                                                    |
| 2006      | Dzieciaki z wyspy skarbów. Potwór z wyspy skarbów  | Ellie                 |                                                    |
| 2006      | Dzieciaki z wyspy skarbów. Tajemnica wyspy skarbów | Ellie                 |                                                    |
| 2007      | Power Rangers Operacja Overdrive                   | Vella                 | 6 odcinków                                         |
| od 2008   | Shortland Street                                   | doktor Brooke Freeman | główna rola (395 odcinków)                         |